# Nikołaj Abałkin
Nikołaj Abałkin (ros.) Николай Александрович Абалкин (ur. 1906, zm. 1986) – krytyk teatralny i literacki, publicysta.
Członek Wszechzwiązkowej Partii Komunistycznej (bolszewików) ((WKP(b)) od 1942. Absolwent fakultetu reżyserskiego Rosyjskiego Uniwersytetu Sztuki Teatralnej w 1940. Publikował swoje prace od 1930. Od 1949 był zastępcą głównego redaktora «Prawdy». Zajmował się zagadnieniami współczesnej sztuki teatralnej i dramaturgii .
W 1982 wydał książkę "Diałog s aktiorom" ((ros.) «Диалог с актёром»).